# Misopates fontqueri
Misopates fontqueri är en grobladsväxtart som först beskrevs av Marie Louis Emberger, och fick sitt nu gällande namn av M. Ibn Tattau. Misopates fontqueri ingår i släktet kalvnosar, och familjen grobladsväxter. Inga underarter finns listade i Catalogue of Life.